# Oruza discifascia
Oruza discifascia là một loài bướm đêm trong họ Erebidae.